# Obra Cultural Balear
Het Obra Cultural Balear  (OCB) of Cultureel Werk voor de Balearen is een Baleaarse pluralistische vereniging die de Catalaanse taal, cultuur en autonomie op de Balearen wil bevorderen. Sedert 1990 vormt het samen met Acció Cultural del País Valencià en Òmnium Cultural de koepelvereniging Federació Llull.
Nog onder de franquistische dictatuur hebben een dertigtal culturele activisten de clandestiene vereniging in 1962 opgericht en Miquel Forteza als voorzitter verkozen. In het begin concentreerden zich de activiteiten vooral op het organiseren van cursusen Catalaans, wat toen verboden was en nu nog steeds een van de belangrijkste activiteiten van de vereniging vormt. Het OCB is de opvolger van de Associació per la Cultura de Mallorca (1923-1936) die met het uitbreken van de Spaanse Burgeroorlog in 1936 opgeheven werd.

## Activiteiten
In de nadagen van de dictatuur is het OCB begonnen met het tijdschrift Lluc, officieel het tijdschrift van een religieuze congreagatie. Tussen 1970 en 1976 worden lokale afdelingen opgericht in Menorca, Formentera en een groot aantal gemeenten op Mallorca. In 1971 komt het OCB uit de clandestiniteit en sticht een vereniging. Tijdens de Spaanse democratische overgang speelt het OCB onder het voorzitterschap van Josep Maria Llompart een grote rol in de wettelijke erkenning van het Catalaans als officiële taal op de Balearen. Vanaf 1979 wordt het officieel erkend als lid van de Commissie voor het onderwijs en de normalisering van het Catalaans (CENC), die een grote rol zal spelen in de beweging voor het onderwijs in de eigen taal op Mallorca.
In september 1979 organiseert het OCB de Pompeu Fabra-feesten ter gelegenheid van de viering van de 750ste verjaardag van de herovering van Mallorca. Onder het voorzitterschap van Ignasi Ribas wordt zekergesteld dat TV3 ook op de Balearen uitgezonden wordt, een belangrijke factor in voor de rehabilitatie van de taal, na meer dan veertig jaar totaal verbod. Na de dictatuur is de organisatie van het 2de Internationale Congres van de Catalaanse taal in 1986 een van de grote realisaties van het OCB. Het OCB is stichtend lid van het Observatori de la Llengua Catalana.

### Voorzit(st)ers

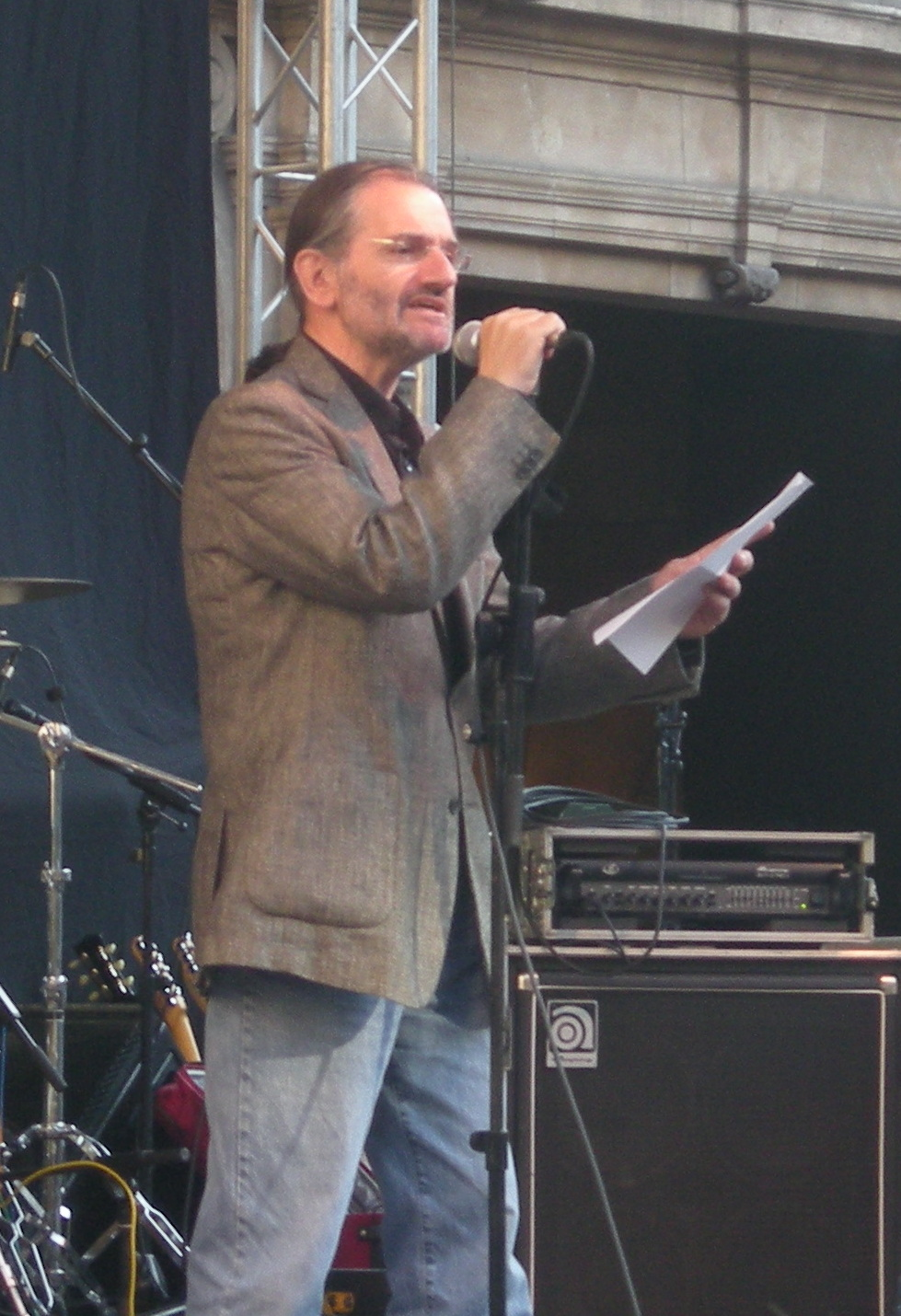
Jaume Mateu i Martí in 2008

- Miquel Forteza (1971-1976)
- Climent Grau (1970-1976)
- Josep Maria Llompart (1976-1983)
- Ignasi Ribas (1983-1988)
- Miquel Alenyar (1988-1990)
- Bartomeu Fiol (1990-1992)
- Antoni Mir (1992-2004)
- Antoni Frau (2004-2005)
- Jaume Mateu i Martí ( 2005)

### Prijzen
Sedert 1987 reikt het OCB elk jaar de prijs “Premi 31 de desembre” (31-decemberprijs) aan personen of organisaties die zich bijzonder ingezet hebben voor de bevordering van de Catalaanse taal en cultuur. Winnaars waren:
- 2013: Tussen de acht gelauwerden voor de XXVIIste prijs zijn onder andere de actiegroep van de onderwijzers tegen het verdringen van het Catalaans als onderwijstaal en de Catalaanstalige Wikipedia.[3]

### Publicaties
Het OCB heeft de tijdschriften Lluc (1974-1987) en La nostra terra uit. Daarnaast een reeks monografieën en studies over thema's die verband houden met de taal, de geschiedenis en de cultuur van de Balearen.

## Erkenning
- Premis literaris Ciutat de Palma (1975)
- Premi d'Honor Jaume I (1979)
- Creu de Sant Jordi (1985)